# Chanoine régulier

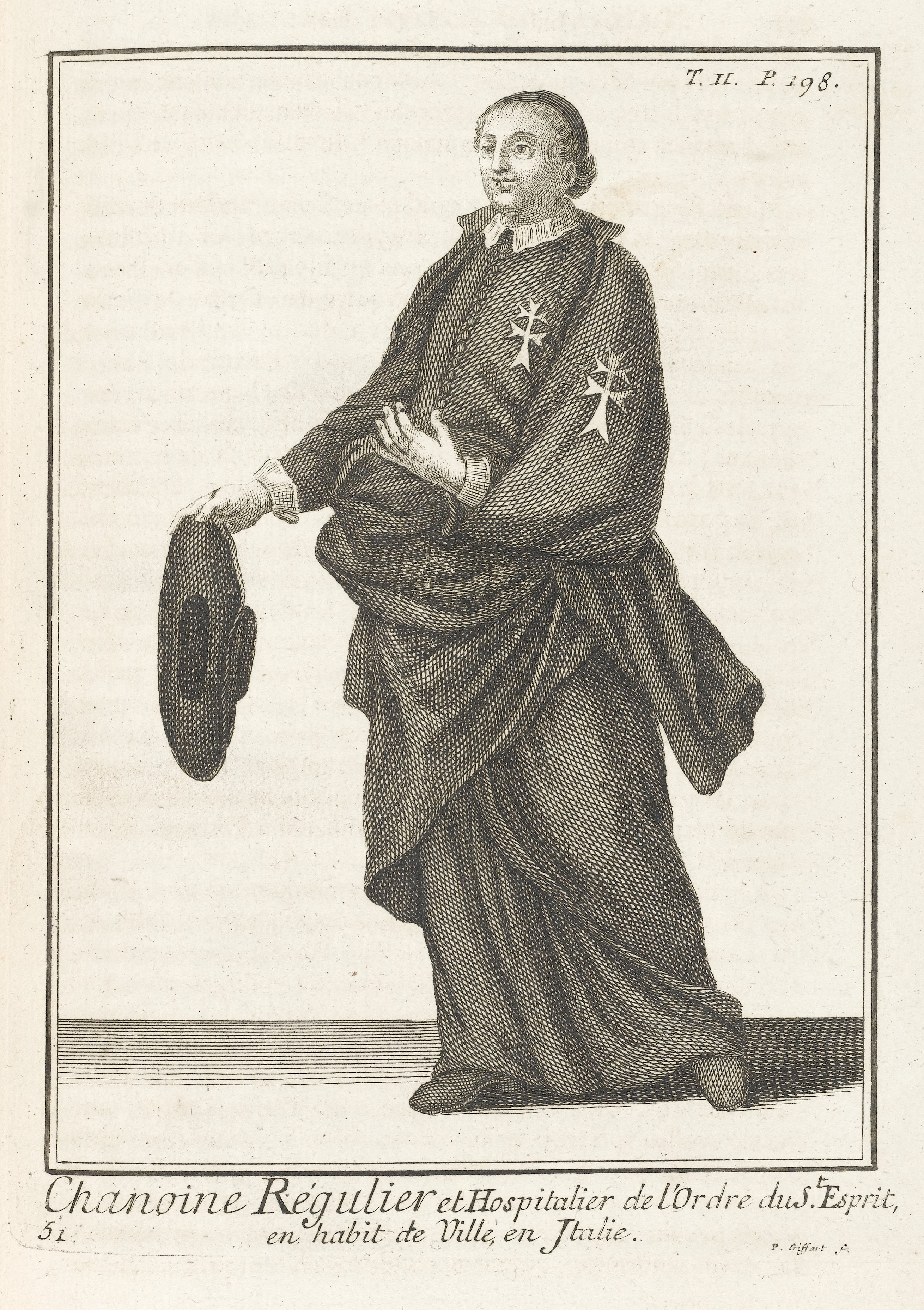
Un chanoine régulier de l'ordre des Hospitaliers du Saint-Esprit.

Un chanoine régulier est un chanoine qui prononce des vœux religieux et vit en communauté au sein d'un institut de vie consacrée, et qui combine vie de prière et vie pastorale. Les constitutions religieuses des chanoines réguliers (en latin : Ordo Canonicorum Regularium) sont basées sur la règle de saint Augustin.

## Histoire
Les origines des communautés de chanoines sont discutées. On sait qu'Eusèbe de Verceil et que Saint Augustin introduisent une vie commune de clercs et qu'en 763, Chrodegang, évêque de Metz, rassemble le clergé de la cathédrale en une communauté religieuse sous une règle en partie influencée de la règle de saint Benoît, appelée Regula canonicorum. En 817, le 4e concile d'Aix-la-Chapelle tenu par ordre du roi Louis le Pieux approuve la règle d'Aix des chanoines ; à cette époque, ils vivent en commun, desservent les églises, mais la règle n'impose pas de vœux religieux et autorise les chanoines à posséder individuellement des biens.
En 1039 déjà, quatre clercs de l’abbaye Saint-Ruf d'Avignon désirant vivre selon la réforme grégorienne forment une communauté de chanoines, mais c'est seulement dans la seconde moitié du XIe siècle que Saint-Ruf devient un modèle méridional de cette nouvelle forme de vie religieuse. Lors du Synode de Latran en 1059, le pape Nicolas II ordonne aux clercs religieux de vivre en communauté et de mettre en commun ce qu'ils reçoivent de l'Église. Ceci est réitéré par le pape Alexandre II en 1063. Le pape Grégoire VII envoie en 1079 une lettre aux chanoines de Lyon et les invite à imiter l'exemple de leur doyen qui a renoncé spontanément à tous ses bénéfices acquis sans leur consentement. Yves de Chartres reforme aussi les chanoines réguliers de Beauvais dont l'exemple est introduit dans d'autres églises, mais on ignore la règle de la communauté. C'est finalement le pape Innocent II qui oblige les chanoines réguliers à adopter la règle de saint Augustin, d'abord au concile de Reims en 1131 puis en 1139 au deuxième concile du Latran.

## Instituts actuels
Le 4 mai 1959, le pape Jean XXIII reconnaît la Confédération des chanoines réguliers de saint Augustin par le bref apostolique Caritas Unitas. Les quatre congrégations initiales étaient :
- Chanoines réguliers du Latran
- Chanoines réguliers du Latran de la congrégation d'Autriche
- Chanoines réguliers du Grand-Saint-Bernard
- Chanoines réguliers de Saint-Maurice d'Agaune

auxquelles s’ajoutèrent :
- Chanoines réguliers de l'Immaculée Conception
- Chanoines réguliers de Windesheim
- Chanoines réguliers de Marie Mère du Rédempteur
- Chanoines réguliers des frères de la vie commune
- Chanoines réguliers de Saint Victor

Sont restées indépendantes, les congrégations des :
- Chanoines réguliers de Prémontré
- Chanoines réguliers de la Sainte-Croix de Coïmbre
- Chanoines réguliers de la Très Sainte-Croix de l'Étoile Rouge
- Chanoines réguliers de la Sainte-Croix
- Chanoines réguliers de la Mère de Dieu